# Danh sách chủ đề vắc-xin

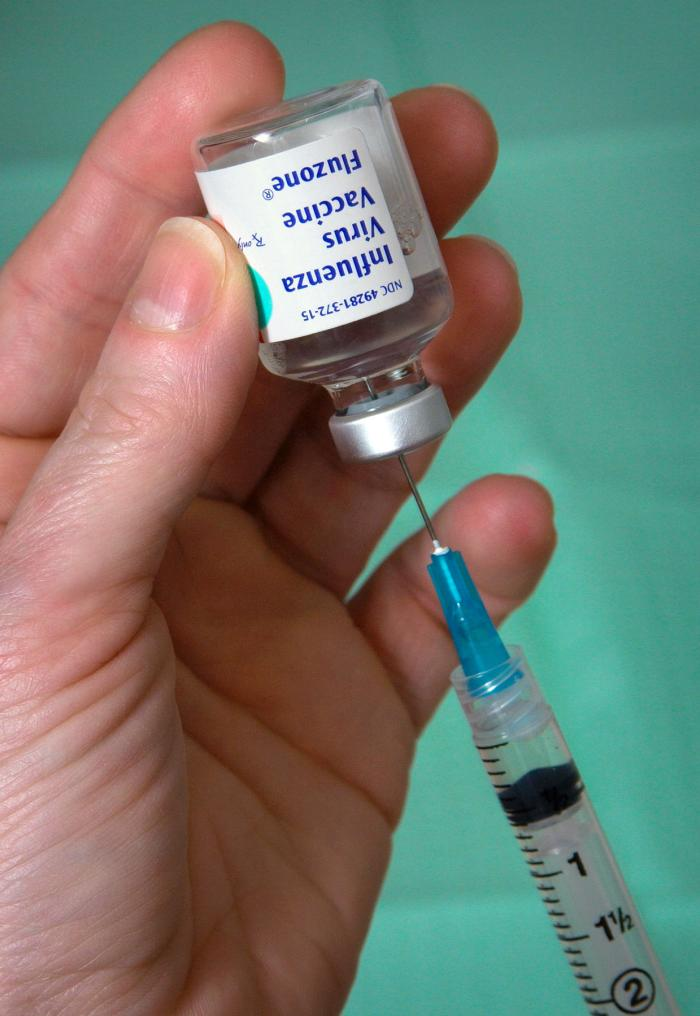
Vắc-xin cúm

Đây là một danh sách các chủ đề liên quan đến vắc-xin.
Vắc-xin là chế phẩm có tính kháng nguyên dùng để tạo miễn dịch đặc hiệu chủ động, nhằm tăng sức đề kháng của cơ thể đối với một (số) tác nhân gây bệnh cụ thể. Các nghiên cứu mới còn mở ra hướng dùng vắc-xin để điều trị một số bệnh (vắc-xin liệu pháp, một hướng trong các miễn dịch liệu pháp).
Hệ miễn dịch nhận diện vắc-xin là vật lạ nên hủy diệt chúng và "ghi nhớ" chúng. Về sau, khi tác nhân gây bệnh thực thụ xâm nhập cơ thể, hệ miễn dịch đã ở tư thế sẵn sàng để tấn công tác nhân gây bệnh nhanh chóng hơn và hữu hiệu hơn (bằng cách huy động nhiều thành phần của hệ miễn dịch, đặc biệt là đánh thức các tế bào lympho nhớ). Đây chính là các ưu điểm của đáp ứng miễn dịch đặc hiệu.
Vắc-xin có thể được chế tạo từ vi khuẩn, virút hoặc độc tố của chúng, hoặc được tái tổ hợp từ các kháng nguyên đặc hiệu.

## Vắc-xin ở người

### Bệnh do virus
| Virus                                               | Bệnh hay tình trạng                                     | Các loại Vắc-xin                              | Nhãn hiệu |
| --------------------------------------------------- | ------------------------------------------------------- | --------------------------------------------- | --- |
| Virus viêm gan siêu vi A                            | Viêm gan siêu vi A                                      | Vắc-xin viêm gan siêu vi A                    | Havrix, Avaxim, Vaqta, Epaxal, Twinrix |
| Virus viêm gan siêu vi B                            | Viêm gan siêu vi B                                      | Vắc-xin viêm gan siêu vi B                    | Sci-B-Vac Engerix-B, Recombivax HB, Elovac B, Genevac B, Shanvac B, Twinrix, Comvax, Pediarix, Pentabio |
| Virus viêm gan siêu vi E                            | Viêm gan siêu vi E                                      | Vắc-xin viêm gan siêu vi E                    | Hecolin |
| Virus papilloma ở người (Virus u nhú ở người (HPV)) | Ung thư cổ tử cung, Mụn cóc sinh dục,ung thư anogenital | Vắc-xin HPV                                   | Cervarix, Gardasil |
| Virus cúm                                           | Cúm                                                     | Vắc-xin cúm                                   | FluMist, Fluzone, Influvac, Vaxigrip, Fluarix, Fluvirin, FluLaval, Agriflu, Flubio |
| Virus viêm não Nhật Bản                             | Viêm não Nhật Bản                                       | Vắc-xin viêm não Nhật Bản                     | Ixiaro |
| Virus sởi                                           | Sởi                                                     | Vắc-xin MMR, Vắc-xin MMRV                     | Priorix, MMR II, Tresivac, Trimovax, ProQuad, Priorix Tetra |
| Virus quai bị                                       | Quai bị                                                 | Vắc-xin MMR, Vắc-xin MMRV                     | Priorix, MMR II, Tresivac, Trimovax, ProQuad, Priorix Tetra |
| Virus bại liệt                                      | Bại liệt                                                | Vắc-xin bại liệt                              | Kinrix, Pediarix, Pentacel, Ipol, |
| Virus bệnh dại                                      | Bệnh dại                                                | Vắc-xin bệnh dại                              | Imovax, RabAvert |
| Rotavirus                                           | viêm dạ dày ruột do Rotavirus                           | Vắc-xin Rotavirus                             | Rotateq, Rotarix |
| Virus Rubella                                       | Rubella                                                 | Vắc-xin MMR, Vắc-xin MMRV                     | Priorix, MMR II, Tresivac, Trimovax, ProQuad |
| Virus varicella zoster                              | Bệnh thủy đậu, Bệnh giời leo                            | Vắc-xin thủy đậu, Vắc-xin zona , Vắc-xin MMRV | Varivax, Zostavax, ProQuad, Priorix Tetra |
| Virus đậu mùa                                       | Bệnh đậu mùa                                            | Vắc-xin đậu mùa                               | Dryvax, ACAM2000, Imvanex |
| Virus sốt vàng da                                   | Sốt vàng da                                             | Vắc-xin sốt vàng da                           | YF-VAX |
| Virus SARS-CoV-2                                    | COVID-19                                                | Vắc-xin COVID-19                              | - Comirnaty - Convidecia - CoronaVac - Covaxin - Spikevax - Covishield - CoviVac - Covovax - EpiVacCorona - Janssen COVID-19 vaccine - RBD-Dimer - Sinopharm BIBP - Sinopharm WIBP - Sputnik Light - Sputnik V - Vaxzevria |

### Bệnh do vi khuẩn
| Vi khuẩn                            | Bệnh hay tình trạng                           | Vắc-xin                                            | Nhãn hiệu |
| ----------------------------------- | --------------------------------------------- | -------------------------------------------------- | --- |
| Bacillus anthracis                  | Bệnh than                                     | Vắc-xin bệnh than                                  | BioThrax |
| Bordetella pertussis                | Ho gà                                         | Vắc-xin DPT                                        | Boostrix, Adacel, Daptacel, Infanrix, Tripedia, Kinrix, Pediarix, Pentacel                                   |
| Clostridium tetani                  | Uốn ván                                       | Vắc-xin DPT                                        | Boostrix, Adacel, Decavac, Tenivac, Daptacel, Infanrix, Tripedia, Kinrix, Pediarix, Pentacel                 |
| Corynebacterium diphtheriae         | Bạch hầu                                      | Vắc-xin DPT                                        | Boostrix, Adacel, Decavac, Tenivac, Daptacel, Infanrix, Tripedia, Kinrix, Pediarix, Pentacel                 |
| Coxiella burnetii                   | Bệnh sốt Q                                    | Vắc-xin sốt Q                                      | Q-Vax |
| Haemophilus influenzae type B (Hib) | Viêm nắp thanh quản, Viêm màng não, Viêm phổi | Vắc-xin Hib                                        | Hiberix, Pentacel, ActHIB, Pedvax HIB                                                                        |
| Mycobacterium tuberculosis          | Lao                                           | Vắc-xin lao (BCG)                                  | Tice BCG |
| Neisseria meningitidis              | Viêm màng não                                 | Vắc-xin viêm màng não                              | Serotype C: Neisvac C and Meningitec. Serotypes A/C/W-135/Y: Mencevax, Nimenrix, Menveo. Serotype B: Bexsero |
| Salmonella typhi                    | Sốt thương hàn                                | Vắc-xin thương hàn                                 | Typhim Vi, Typherix, Ty21a                                                                                   |
| Phế cầu khuẩn                       | Phế cầu khuẩn viêm phổi                       | Vắc-xin phế cầu, Vắc-xin polysacch phế cầu khuẩn]] | Pneumovax, Prevnar                                                                                           |
| Vibrio cholerae                     | Bệnh tả                                       | Vắc-xin tả                                         | Dukoral, Shanchol                                                                                            |

### Vắc-xin đang được nghiên cứu

#### Bệnh do virus
- Vắc-xin Adenovirus[2]
- Vắc-xin Virus Coxsackie B[3]
- Vắc-xin cytomegalovirus[4]
- Vắc-xin dengue cho người[5]
- Vắc-xin virus viêm não tủy ngựa cho người[6]
- Vắc-xin Ebola[7]
- Vắc-xin Enterovirus 71[8]
- Vắc-xin Epstein–Barr[9]
- Vắc-xin viêm gan siêu vi C[10]
- Vắc-xin HIV[11]
- Vắc-xin HTLV-1 T-lymphotropic bệnh bạch cầu cho người[12][13]
- Vắc-xin bệnh do virus Marburg[14]
- Vắc-xin Norovirus[15]
- Vắc-xin virus hợp bào hô hấp cho người[16]
- Vắc-xin hội chứng hô hấp cấp tính nặng (SARS)[17]
- Vắc-xin Virus West Nile cho người[18]

#### Bệnh do vi khuẩn
- Vắc-xin sâu răng[19]
- Vắc-xin Ehrlichiosis[20]
- Vắc-xin bệnh phong[21]
- Vắc-xin bệnh lyme[22]
- Vắc-xin tụ cầu vàng[23]
- Vắc-xin liên cầu nhóm A[24]
- Vắc-xin giang mai[25]
- Vắc-xin  bệnh tularemia[26]
- Vắc-xin trực khuẩn dịch hạch[27]

#### Bệnh do ký sinh trùng
- Vắc-xin sốt rét[28]
- Vắc-xin sán máng[29]
- Vắc-xin bệnh chagas[30]
- Vắc-xin giun móc, giun mỏ[31]
- Vắc-xin bệnh mù do giun chỉ Onchocerca[32]
- Vắc-xin bệnh do Trypanosoma

- Vắc-xin  bệnh do Leishmania[34]
- Vắc-xin Virus Zika

#### Bệnh khôngtruyền nhiễm
- Vắc-xin bệnh Alzheimer[35]
- Vắc-xin ung thư vú[36]
- Vắc-xin ung thư buồng trứng[37]
- Vắc-xin ung thư tuyến tiền liệt[38]
- Talimogene laherparepvec (T-VEC), - Herpes Virus được tạo ra để sản xuất tăng cường miễn dịch phân tử)

### Thành phần Vắc-xin
- Tá dược
- Danh sách các thành phần của Vắc-xin
- Chất bảo quản
- Thiomersal
- Các loại Vắc-xin

### Thử nghiệm Vắc-xin
- Thử nghiệm Vắc-xin

### Chiến lượng tiêm chủng
- Chiến lược tiêm chủng mở rộng
- Chủng ngừa vòng
- Tiêm chủng

### An toàn Vắc-xin
- Ảnh hưởng xấu (y học)
- Phản ứng có hại của thuốc
- Cảm ứng của hệ miễn dịch nhân tạo
- chấn thương do Vắc-xin

### Các nhà phát triển Vắc-xin
- Thomas Francis, Jr.
- Maurice Hilleman
- Edward Jenner
- Hilary Koprowski
- Marshall Lightowlers
- Paul Offit
- Louis Pasteur
- Stanley Plotkin
- Albert Sabin
- Jonas Salk
- Max Theiler
- Pablo DT Valenzuela

## Các tổ chức, hội nghị và ấn phẩm
Nhà sản xuất
- BioMérieux
- CSL Limited
- Crucell
- Eli Lilly
- Emergent BioSolutions
- GlaxoSmithKline
- Intercell
- MassBiologics, part of University of Massachusetts Medical School
- MedImmune
- Merck & Co.
- Novartis
- Pfizer
- Sanofi-Aventis
- Sanofi Pasteur
- Schering-Plough
- Teva Pharmaceuticals

### Pháp lý
- Tòa án Vắc-xin
- Đạo luật thiên niên kỷ mới về Vắc-xin.

## Khác
- Đại học Emory
- Chương trình tiêm chủng mở rộng
- Viện Pasteur
- Rotary International
- Viện Vaccine Sabin
- Viện Nghiên cứu Uganda Virus
- UNICEF
- kháng kháng sinh
- Thuốc kháng virus
- Kỹ thuật di truyền
- Di truyền học
- Lịch sử y học
- Vật chủ (sinh học)
- Tiêm bắp
- Virus học phân tử
- DNA Naked
- Giải Nobel Sinh lý và Y học
- Dược phẩm
- Dự phòng sau phơi nhiễm
- Nguyên tắc phòng ngừa
- Mang thai
- Dự phòng
- Sức khỏe cộng đồng
- Y tế dự phòng